# Chionaema formosana
Chionaema formosana är en fjärilsart som beskrevs av George Francis Hampson 1909. Chionaema formosana ingår i släktet Chionaema och familjen björnspinnare. Inga underarter finns listade i Catalogue of Life.

## Bildgalleri

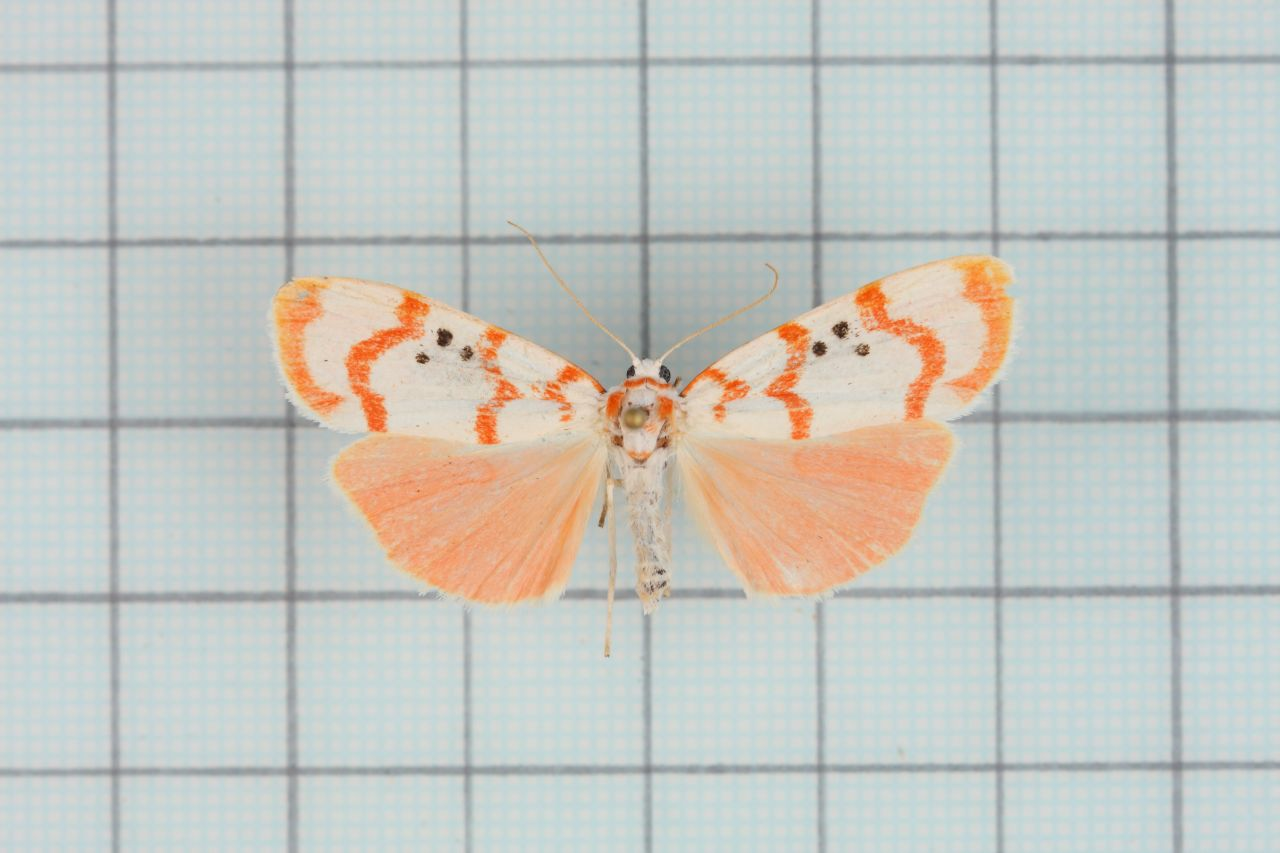
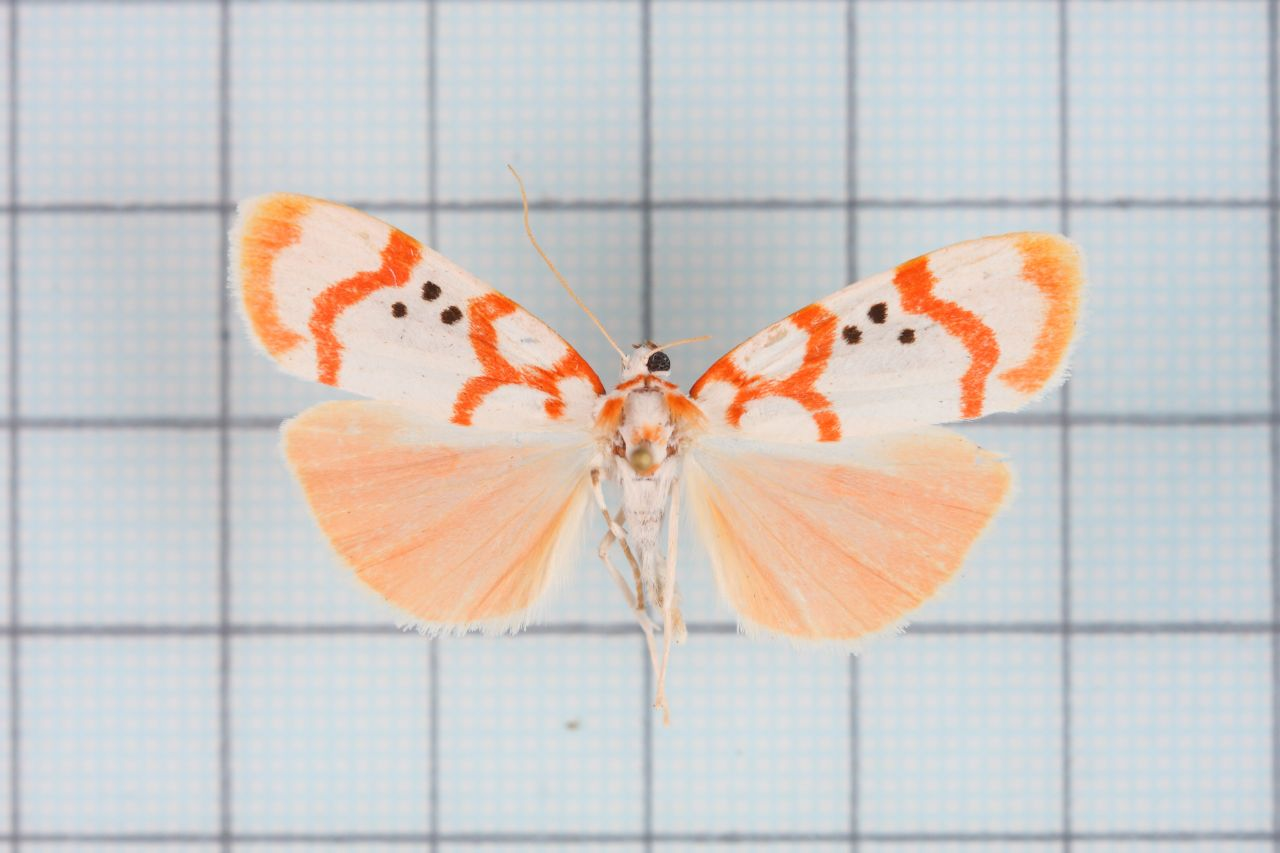
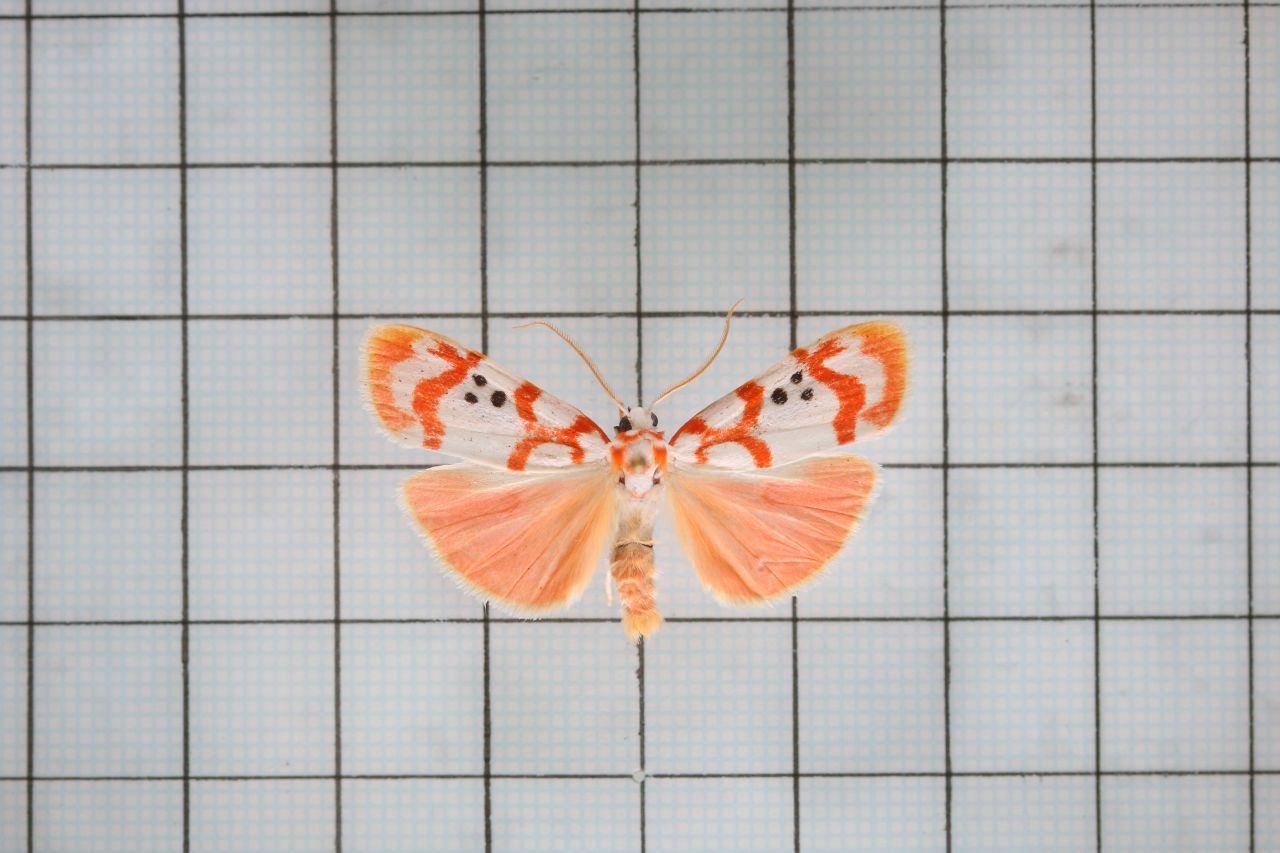